# Neastacilla attenuata
Neastacilla attenuata là một loài chân đều trong họ Arcturidae. Loài này được Hale miêu tả khoa học năm 1946.